# João de Lima Teixeira
João de Lima Teixeira (Santo Amaro, 2 de dezembro de 1909 — Rio de Janeiro, 29 de novembro de 2000), foi um advogado, jornalista, magistrado e político brasileiro, que foi senador pela Bahia e presidente do Tribunal Superior do Trabalho.

## Biografia
Nascido na fazenda Engenho Santo Antônio do Rio Fundo, no município baiano de Santo Amaro, era filho de José Antônio Rodrigues Teixeira e de Adelaide de Lima Teixeira. Em 1933, formou-se em Ciências Jurídicas e Sociais pela Faculdade de Direito da Bahia, especializando-se em legislação agrária e do trabalho. No ano seguinte, foi promotor público em Cachoeira.
Ainda em 1934, foi eleito deputado federal profissional, representando os empregadores da lavoura e da pecuária da Bahia. Empossado em maio de 1935, permaneceu na Câmara dos Deputados até 10 de novembro de 1937, quando o Estado Novo suprimiu todos os órgãos legislativos do país.
Durante esse mandato, apresentou emenda para a aquisição da primeira sonda para a exploração de petróleo em Lobato, obtendo destaque na imprensa carioca ao trazer amostras de óleo retirado do local a quatro metros de profundidade.
Em 1938, foi designado presidente da Junta de Conciliação e Julgamento da Justiça do Trabalho em Salvador. Foi também presidente do Conselho Regional do Trabalho na Bahia em 1945 e 1946.
Com o fim do Estado Novo, elegeu-se em janeiro de 1947 deputado à assembleia constituinte da Bahia, na legenda do Partido Trabalhista Brasileiro (PTB). Iniciou o mandato em março de 1947, tendo sido eleito vice-presidente da assembleia. Reelegeu-se deputado estadual em outubro de 1950.
Nesse segundo mandato, foi presidente da assembleia legislativa baiana em 1951 e assumiu por três vezes a chefia do executivo estadual, nos impedimentos do governador Luís Régis Pacheco Pereira.
Em outubro de 1954, elegeu-se senador pela Bahia, na coligação entre PTB e União Democrática Nacional (UDN), assumindo o mandato em fevereiro de 1955. Com a morte de Getúlio Vargas, apoiou o Movimento de 11 de Novembro de 1955, liderado pelo general Henrique Teixeira Lott, ministro da Guerra demissionário, que visava, segundo seus promotores, barrar uma conspiração que impediria a posse do presidente eleito, Juscelino Kubitschek.
Em 1956, cursou a Escola Superior de Guerra, no Rio de Janeiro. Integrando a delegação brasileira, participou de quatro convenções da Organização Internacional do Trabalho (OIT) entre 1957 e 1962. Encerrou seu mandato de senador em janeiro de 1963, sendo no mesmo ano nomeado ministro do Tribunal Superior do Trabalho, presidindo o órgão entre 1978 e 1981, quando se aposentou.
Afastado da vida pública, morando no Rio de Janeiro, dedicou-se à pintura e à poesia. Jornalista, colaborou nos jornais baianos Estado da Bahia, Diário de Notícias, Diário da Bahia e A Tarde. Pertenceu à Associação Baiana de Imprensa e ao Instituto Histórico e Geográfico da Bahia.